# Thomas Kleine-Brockhoff

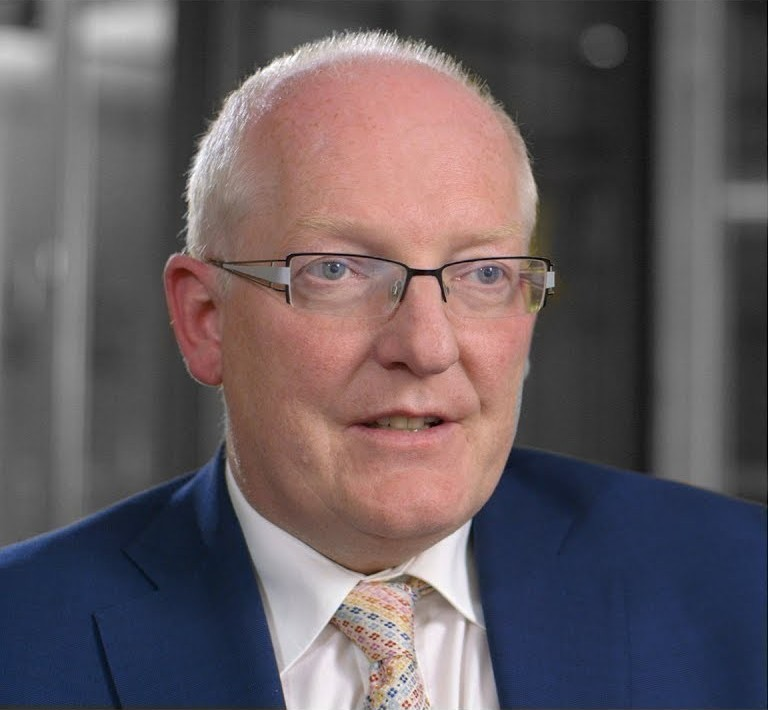
Thomas Kleine-Brockhoff (2017)

Thomas Kleine-Brockhoff (* 1960 in Essen) ist ein deutscher Journalist und Experte für Außenpolitik.

## Leben
Kleine-Brockhoff studierte an der Universität Freiburg i. Br. und an der Georgetown University. In Freiburg war er eines der Gründungsmitglieder der Gemeinschaft zur Förderung von Studienaufenthalten polnischer Studenten in der Bundesrepublik Deutschland, die heute unter dem Namen GFPS e. V. – Gemeinschaft für studentischen Austausch in Mittel- und Osteuropa besteht.
Für Die Zeit war Kleine-Brockhoff in Washington als US-Korrespondent tätig.
Von März 2017 bis August 2024 leitete er das Berliner Büro und das Europa-Programm des German Marshall Fund. Für den GMF war er bereits ab 2007 in Washington, D.C. tätig gewesen. Von 2013 bis 2017 diente Kleine-Brockhoff im Bundespräsidialamt als Leiter des Planungs- und Redenstabes von Bundespräsident Joachim Gauck.
Ab 2019 war er zudem stellvertretender Vorsitzender der Transatlantischen Task Force des German Marshall Funds und der Bundeskanzler-Helmut-Schmidt-Stiftung.
Am 15. August 2024 wurde Kleine-Brockhoff Direktor der Deutschen Gesellschaft für Auswärtige Politik.
Sein Bruder ist der ehemalige Basketballspieler und Journalist Moritz Kleine-Brockhoff.

## Schriften
- Die Mär vom Ölkrieg. Falsche Argumente gegen einen gefahrvollen Waffengang. In: Die Zeit, Nr. 5/2003
- Darf der US-Geheimdienst mutmaßliche Terroristen entführen? Michael Scheuer, ein Hauptverantwortlicher, gibt erstmals Antworten. In: Die Zeit, Nr. 2005
- Die Welt braucht den Westen : Neustart für eine liberale Ordnung, Hamburg : Edition Körber 2019 (Verlag der Körber-Stiftung), ISBN 978-3-89684-275-6.